# Hans-Erich Antoni

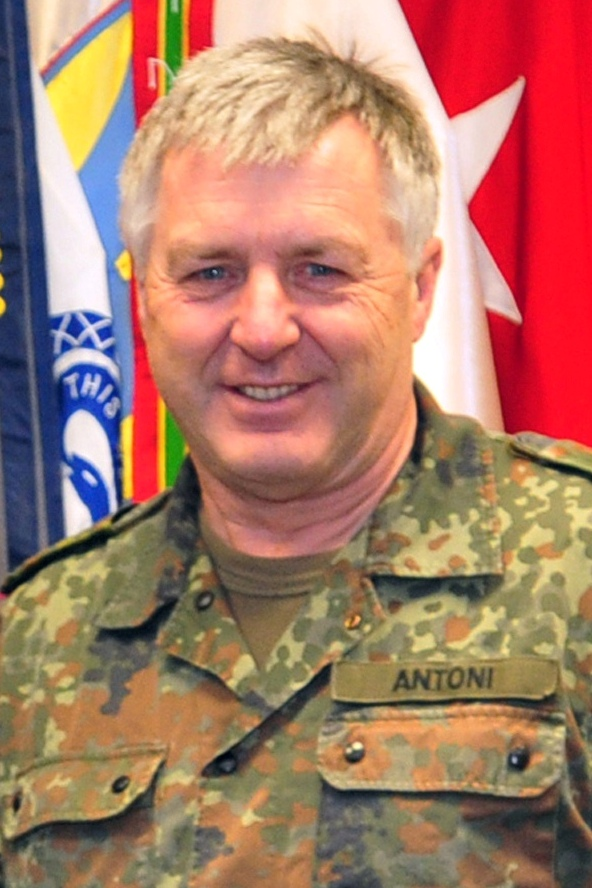
Hans-Erich Antoni

Hans-Erich Antoni (* 24. Januar 1954 in Niedersachsen) ist ein Generalmajor a. D. des Heeres der Bundeswehr. Er war vom 1. Januar 2013 bis 14. Januar 2016 erster Kommandeur des Logistikkommando der Bundeswehr in Erfurt.

## Militärische Laufbahn

### Ausbildung und erste Verwendungen
Antoni trat 1974 als Offizieranwärter der Panzertruppe in den Dienst der Bundeswehr. Nach der Ausbildung zum Offizier, dem Studium an der Universität der Bundeswehr Hamburg, welches er als Diplom-Ingenieur abschloss, und ersten Verwendungen diente er von 1982 bis 1985 als Hauptmann und Kompaniechef der 2. Kompanie des Panzerbataillons 63 in Bad Arolsen. Zwischen 1986 und 1987 absolvierte er im englischen Bovington den Long Armored-Infantry Course. Zurück in Deutschland absolvierte Antoni von 1988 bis 1990 den Generalstabslehrgang an der Führungsakademie der Bundeswehr in Hamburg und wurde hiernach zum Major befördert.

### Dienst als Stabsoffizier
Als Stabsoffizier diente Antoni in verschiedenen Stabsverwendungen als Logistikstabsoffizier (G4) sowie als Operationsstabsoffizier (G3) und Chef des Stabes der Panzergrenadierbrigade 4 unter dem Kommando von Rainer Fell. 1994 übernahm Antoni unter Beförderung zum Oberstleutnant das Kommando über das Panzerbataillon 104 in Pfreimd. Eine weitere Verwendung führte ihn zudem in das Bonner Bundesministerium der Verteidigung, wo er als Referent im Führungsstab der Streitkräfte (FüS) diente.
1996 wurde er zurück an die Hamburger Führungsakademie versetzt, wo er bis 2000 als Mitglied des Leitungsstabes und als Tutor des Nationalen Generalstabslehrganges (LGAN) diente. Im Jahre 2000 übernahm Antoni in Potsdam den Posten des Logistikgeneralstabsoffiziers (G4) im Stab des IV. Korps unter dem Kommando von Rainer Schuwirth und Friedrich Riechmann.
2001 wurde Antoni nach Koblenz versetzt, wo er erneut unter Rainer Fell diente, diesmal im Heeresunterstützungskommando in der Abteilung II Rüstungsplanung. Nach der Auflösung des Kommandos wechselte er 2003 abermals in das Bundesministerium der Verteidigung nach Bonn, wo er im Führungsstab des Heeres (FüH II) als Referatsleiter für Rüstungsplanung zuständig war.

### Dienst als General
Am 1. Mai 2005 wurde Oberst Antoni das Kommando über die Logistikbrigade 200 in Tauberbischofsheim übertragen. Dieses Kommando hatte er bis 30. August 2006 inne. Nach abermaligen Umstrukturierungen im Deutschen Heer wurde jedoch auch diese Brigade aufgelöst, sodass Antoni das Kommando zur letztendlichen Auflösung nur an seinen Stellvertreter abgab. Während dieser Verwendung wurde Antoni zum Brigadegeneral ernannt und absolvierte einen Auslandseinsatz im Kosovo im Rahmen der KFOR, wo er in Priština als stellvertretender Stabschef für Operationen diente.
Im September 2006 übernahm er im Bonner Ministerium den Posten des Stabsabteilungsleiters II (Planung, Rüstung und Nutzung, Logistik) im Führungsstab des Heeres unter dem Chef des Stabes, Werner Freers. Diesen Posten gab er im September 2008 an Hans-Joachim Fischer ab.
Unter Ernennung zum Generalmajor wurde Antoni am 1. Oktober 2008 nach Afghanistan versetzt, wo er im Rahmen der ISAF in Kabul als stellvertretender Chef des Stabes für Logistik unter den US-Generälen David D. McKiernan und Stanley A. McChrystal diente. Nach 14 Monaten kehrte er zurück nach Deutschland und wurde zur Vorbereitung auf seine neue Verwendung an die Führungsakademie versetzt. Im Oktober 2010 übernahm Antoni innerhalb der NATO-Kommandostruktur als erster Deutscher den Posten des Director Resources beim Joint Force Command Headquarters, Brunssum in den Niederlanden. Vom 1. Januar 2013 bis 14. Januar 2016 war er der erste Kommandeur des Logistikkommando der Bundeswehr in Erfurt. Generalmajor Antoni wurde mit Ablauf des 31. Januar 2016 in den Ruhestand versetzt.
Antoni ist evangelisch, verheiratet und hat zwei Töchter.